# عسل‌یاب کوتوله
عسل‌یاب کوتوله (نام علمی: Indicator pumilio) گونه‌ای از پرندگان تیرهٔ عسل‌یابان (Indicatoridae) است. این گونه بومی جنگل‌های کوهستانی آلبرتین ریفت است. نابودی زیستگاه آن را تهدید می‌کند. درست مانند دیگر عسل‌یابان، این گونه نیز یک انگل زادآوری است.